# ФЭКС
Фабрика эксцентрического актёра (ФЭКС) — творческое объединение, театральная и киномастерская (Петроград, Советская Россия, 1921—1926).

## История
Театральная молодёжная группа ФЭКС (Фабрика эксцентрического актёра) была основана Г. М. Козинцевым и Л. З. Траубергом в 1921 году в Петрограде. Здесь обучали мастерству молодых актёров и ставили спектакли («Женитьба», 1922, «Внешторг на Эйфелевой башне», 1923). В составе группы работали известные в дальнейшем театральные деятели, такие как Г. К. Крыжицкий, С. Г. Мартинсон, Ф. Ф. Кнорре, а также танцовщица и актриса немого кино З. И. Тарховская.
С 1924 года творческий коллектив функционировал как мастерская кинофабрики «Севзапкино» (впоследствии — «Ленфильм»). Школу мастерства ФЭКС прошли многие прославленные деятели кино. Постоянными участниками кинопроектов стали художник-постановщик Е. Е. Еней и кинооператор А. Н. Москвин. Киномастерская действовала до 1926 года.
Истории мастерской ФЭКС посвящён одноимённый документальный фильм Олега Ковалова (2003).

## Известные кинематографисты, обучавшиеся в мастерской
- Герасимов, Сергей Аполлинариевич[1][2]
- Жаков, Олег Петрович[1][2]
- Жеймо, Янина Болеславовна[1][2]
- Каплер, Алексей Яковлевич[1][2]
- Костричкин, Андрей Александрович[5]
- Кузьмина, Елена Александровна[1][2]
- Магарилл, Софья Зиновьевна[1][2]
- Соболевский, Пётр Станиславович[1][2]

## Фильмография
Киномастерская ФЭКС поставила следующие фильмы (немое кино):
- 1924 — Похождения Октябрины[1][2][7]
- 1926 — Чёртово колесо (другое название — «Моряк с Авроры»[7])[1]
- 1926 — Шинель[1][2][7]
- 1927 — Братишка[1]
- 1927 — С. В. Д.[1][7]
- 1929 — Новый Вавилон[1][2][7]